# B-buněčný receptor

Každý B-lymfocyt má charakteristický B-buněčný receptor, který se od ostatních liší unikátní strukturou své imunoglobulinové části a váže se tedy na jiný antigen

Když B-lymfocyt naváže antigen na svůj BCR, endocytuje ho a vystaví ho na MHC II komplexech; následně je obvykle B-lymfocyt aktivován příslušným pomocným T-lymfocytem (T_{H}2)

B-buněčný receptor (BCR, z angl. B-cell receptor) je důležitý receptor na povrchu B-lymfocytů. Jedná se o komplex několika bílkovin, který zahrnuje především transmembránový imunoglobulin a umožňuje tedy vazbu na specifický antigen, podobně jako volné imunoglobuliny v krvi.

## Stavba
Jedná se o komplex tří proteinů. Prvním je imunoglobulin, další dva proteiny jsou nekovalentně navázány a označují se jako Igα (někdy také mb-1 nebo CD79a) a Igβ (B29 či také CD79b). Imunoglobulinová část receptoru má stejné vlastnosti, jako protilátky v krvi. Každý BCR má tedy specifické vazebné vlastnosti, které jsou způsobené především V(D)J rekombinací příslušných genů.

## Funkce
Když se B-lymfocyt setká s antigenem, který je schopen její BCR navázat, znamená to dvě věci. Zaprvé je vyslán signál dovnitř buňky, že byl úspěšně navázán antigen (potenciálně např. patogen). Zadruhé je dovnitř buňky pomocí BCR endocytován tento navázaný antigen, rozložen v lysozomech a dopraven zpět na membránu – do komplexů MHC II. MHC II je rozeznáván zejména pomocnými T-lymfocyty II. typu, které za pomoci kostimulačních signálů aktivují B-lymfocyt. Ten pak spouští humorální imunitu a začne produkovat protilátky (resp. stane se z něj tzv. plazmatická buňka).
Po správném navázání dojde k aktivaci tyrosinkináz ze Src rodiny (jako jsou lyn, blk, fyn, lck) a k fosforylaci Igα a Igβ. Src proteiny signál směřují postupně do jádra, kde dochází ke změně exprese genů B-lymfocytu a k jeho aktivaci.